# 1528
Évszázadok: 15. század – 16. század – 17. század
Évtizedek: 1470-es évek – 1480-as évek – 1490-es évek – 1500-as évek – 1510-es évek – 1520-as évek – 1530-as évek – 1540-es évek – 1550-es évek – 1560-as évek – 1570-es évek
Évek: 1523 – 1524 – 1525 – 1526 –  1527 – 1528 – 1529 – 1530 – 1531 – 1532 – 1533

## Események

### Határozott dátumú események
- január 8. – I. Ferdinánd magyar és cseh király Magyar Kamarát alapít Budán, amely beszedi a királyi adót. (Az új kormányszerv 1529-ig Budán, majd 1531-től Pozsonyban működött az Udvari Kamara irányítása alatt.)[1]
- január 27. – I. Szulejmán szultán Isztambulban Magyarország királyának ismeri el I. Jánost.[1]
- március 20. – János király Szina mellett vereséget szenved I. Ferdinándtól. (Szapolyai néhány hívével Lengyelországba menekült, s májusban Tarnówban telepszik le.)[1]
- március 27. – I. Ferdinánd magyar és cseh király Báthori István nádort nevezi ki magyarországi helytartóvá.[1]
- november 3. – János király visszatér Lengyelországból.[2]

### Határozatlan dátumú események
- a nyár folyamán – Andrea Doria genovai államférfi a genovai flottával átáll I. Ferenc oldaláról V. Károly táborába, eldöntve ezzel az itáliai háború menetét.
- augusztus eleje – I. Ferdinánd hivatalai elmenekülnek Budáról.[1]
- az év folyamán – 
  - Ingolstadtban nyomtatják ki Magyarország legrégebbi országtérképét, Lázár deák Tabula Hungariae-ját.
  - VIII. Kelemen pápa megerősíti a kapucinusok rendjét.

## Születések
- október 10. – Adam Lonicer német orvos, matematikaprofesszor, kora egyik legismertebb füveskönyvének szerzője († 1586)
- az év folyamán:
  - Paolo Veronese olasz reneszánsz festő († 1588)

## Halálozások
- április 6. – Albrecht Dürer, német festő, grafikus (* 1471)
- augusztus 16. – Odet de Foix-Lautrec francia marsall (* 1485)
- augusztus 20. – Georg von Frundsberg német zsoldoskapitány (* 1473)